# Yusuf Otubanjo
Yusuf Olaitan Otubanjo (Ijebu Ode, 12 settembre 1992) è un calciatore nigeriano, attaccante del P'yownik.

## Palmarès

### Club

#### Competizioni nazionali
- Coppa d'Austria: 1

Pasching: 2012-2013
- Campionato slovacco: 1

Žilina: 2016-2017
- Campionato armeno: 2

Ararat-Armenia: 2019-2020
P'yownik: 2023-2024

### Individuale
- Capocannoniere del campionato armeno: 2

2020-2021 (10 reti), 2022-2023 (17 reti)